# 3 Scenes Plus a Tag from a Marriage
«3 Scenes Plus a Tag from a Marriage» (с англ. — «3 сцены плюс тег из супружеской жизни») — тринадцатая серия двадцать девятого сезона мультсериала «Симпсоны». Впервые вышла 25 марта 2018 года в США на телеканале «FOX».

## Сюжет
После просмотра супергеройского фильма и настойчивых просьб Барта и Лизы остаться после титров на несколько открытых и скрытых сцен после титров семья Симпсонов возвращается домой со Столицы. Гомер и Мардж начинают рассказывать историю о том, как они жили там до бракосочетания. Они наведываются к своей старой квартире, где помолвленная пара новых жителей приглашает посетить её.
Симпсоны продолжают рассказывать свою историю владельцам. Мардж была фотографом, работала в информационной компании во главе с Дж. Дж. Грубым, а Гомер работал в новой компании под названием «Flashmouth». Они часто ездили на вечеринки, просматривали фильмы и наблюдали за звёздным небом на вершине машины, но после рождения Барта их карьера и образ жизни пошли под откос. Гомер потерял работу, а Мардж (не такой активной, как раньше) угрожал шеф заменить её, если та не получит новую историю ночной жизни.
В галерее современного искусства Мардж берет интервью у Джона Балдессари. Тем временем Гомер и Барт приезжают к ней после того, и Барт начал шалить. Когда Мардж предоставила Дж. Дж. Грубому свои фотографии, она потеряла работу, поскольку журнал потерял рекламодателей искусства «благодаря» Барту.
После того, как Барту запретили посещать детский сад, они обратились со своими проблемами к церкви. Преподобный Тимоти Лавджой предложил им решение — чтобы успокоить проблемного ребёнка, нужно рождение второго ребёнка. Так родилась Лиза…
Рассказанная супругам история кажется слишком ужасной, из-за чего пара расходится. Будущая жена покидает дом, но семья вынужденно улыбается, чтобы показать, что они счастливы, чем возвращает её обратно.
В финальной сцене семья возвращается в Спрингфилд, и по дороге Барт начинает расспрашивать больше историй о прошлом семьи. Они останавливаются возле магазина бубликов, чтобы поесть. Гомер и Мардж остаются наедине, как прежде, но их беспокоят дети, которые остаются в машине, пока дед Симпсон наблюдает за ними.

## Производство
Сначала серия «Homer Is Where the Art Isn't» должна была выйти 11 марта 2018, позже серию «3 Scenes Plus a Tag from a Marriage» было запланировано выпустить в тот день как 12 серию сезона, а «Homer Is Where the Art Isn’t» — 18 марта как 13 серию, а серию «No Good Read Goes Unpunished» — 25 марта как 14 серию сезона. Однако, в конце концов, «3 Scenes Plus a Tag from a Marriage» было передвинуто на неделю, а «No Good Read Goes Unpunished» — на две.

## Отношение критиков и публики
Во время премьеры на канале «Fox» серию просмотрели 2.15 млн человек с рейтингом 0.9, что сделало его самым популярным шоу на канале Fox в ту ночь.
Деннис Перкинс из «The A.V. Club» дал эпизоду оценку B-, сказав, что «Эта фамильярность работает в серии более чем несколькими приличными гэгами, которые стоят сами по себе, независимо от того, как мутят на временной шкале сериала. Однако, это также несёт в себе нотку самореферентных развлечений, что заставляет чувствовать эпизод как несущественный». Также он заявил, что пара сценаристов, Том Гаммилл и Макс Просс, слишком старые, чтобы вводить новаторскую комедию в «Симпсонах».
На сайте The NoHomers Club согласно голосованию большинство фанатов оценили серию на 3/5 со средней оценкой 3.2/5.